# Marek Hovorka
Marek Hovorka (ur. 8 października 1984 w Dubnicy) – słowacki hokeista, reprezentant Słowacji, olimpijczyk.

## Kariera
- MHC Martin (2003-2004)
- HK 32 Liptovský Mikuláš (2004-2008)
- HC Slovan Ústečtí Lvi (2008)
- MHC Martin (2008-2009)
- MHK Dolný Kubín (2008/2009)
- HC Slovan Ústečtí Lvi (2008-2010)
- BK Mladá Boleslav (2009/2010)
- HC Kladno (2010-2012)
- Sparta Praga (2012-2013)
- HC Energie Karlowe Wary (2013-2014)
- Piráti Chomutov (2014-2015)
- HC Vítkovice (2015-2016)
- MsHK Žilina (2016-2017)
- HC Košice (2017-2018)
- Admirał Władywostok (2018)
- HC Pardubice (2018-2019)
- HC Kladno (2019-2020)
- JKH GKS Jastrzębie (2020-2021)
- MHk 32 Liptovský Mikuláš (2021-2022)
- Vlci Žilina (2022-2023)
- HC Košice (2023-)

Wychowanek klubu HK Spartak Dubnica nad Váhom w rodzinnym mieście. W trakcie swojej kariery występował w klubach słowackich i czeskich. Jesienią 2018 był zawodnikiem Admirała Władywostok w lidze KHL. W 2020 został zawodnikiem polskiego klubu JKH GKS Jastrzębie. W połowie 2021 został graczem MHk 32 Liptovský Mikuláš. W czerwcu 2022 przeszedł do zespołu Vlci Žilina. W lutym 2023 zaangażowany w HC Košice.
Uczestniczył w turniejach mistrzostw świata w 2012, 2018 oraz zimowych igrzysk olimpijskich 2018.

## Sukcesy
Reprezentacyjne
- Srebrny medal mistrzostw świata: 2012

Klubowe
- Mistrzostwo 1. ligi czeskiej: 2009, 2011 z HC Slovan Ústečtí Lvi, 2015 z KLH Chomutov
- Superpuchar Polski: 2020 z JKH GKS Jastrzębie
- Puchar Polski: 2021 z JKH GKS Jastrzębie
- Złoty medal mistrzostw Polski: 2021 z JKH GKS Jastrzębie